# Station Kórnik
Station Kórnik is een spoorwegstation in de Poolse plaats Szczodrzykowo.